# Michotamia triangulum
Michotamia triangulum är en tvåvingeart som först beskrevs av Wulp 1872.  Michotamia triangulum ingår i släktet Michotamia och familjen rovflugor. Inga underarter finns listade i Catalogue of Life.